# Aïr
Az Aïr (hausza nyelven Abzin, tuareg nyelven Ayăr) hegyvidéki terület Afrikában, a Szaharában, Niger északi-középső részén.
A hegyláncok sok helyen hirtelen bukkannak elő a Szahara vidékéből, szigethegyekként és vulkáni kúpokként. A hegység a sivatagi környezetéhez képest viszonylag csapadékos (50-150 mm/év). A főleg nyugat felé tartó széles völgyeiben ritkás akácialigetek jelennek meg. Itt csekély öntözéses mezőgazdaság is kialakult, de jobbára csak gyér legelők borítják. A többnyire nomád bennszülött lakosság fő megélhetési forrása a szarvasmarha-tenyésztés. A hegység legmagasabb részein mediterrán jellegű növények élnek (oleander, ciprus, olajfa).
Az Aïr-ban talált ősi barlangrajzok arra utalnak, hogy itt már legalább 5000 éve éltek emberek. A képek tanúsága szerint az időjárás akkor a mainál jóval enyhébb és csapadékosabb volt. 

## Képek

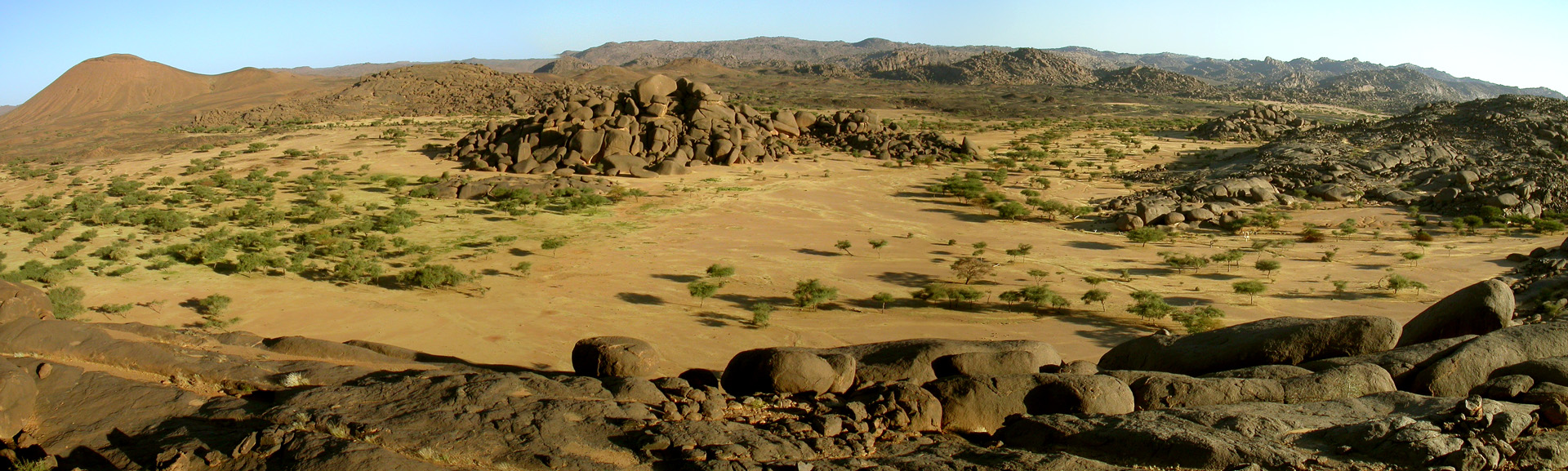
Tájkép, Bagzane
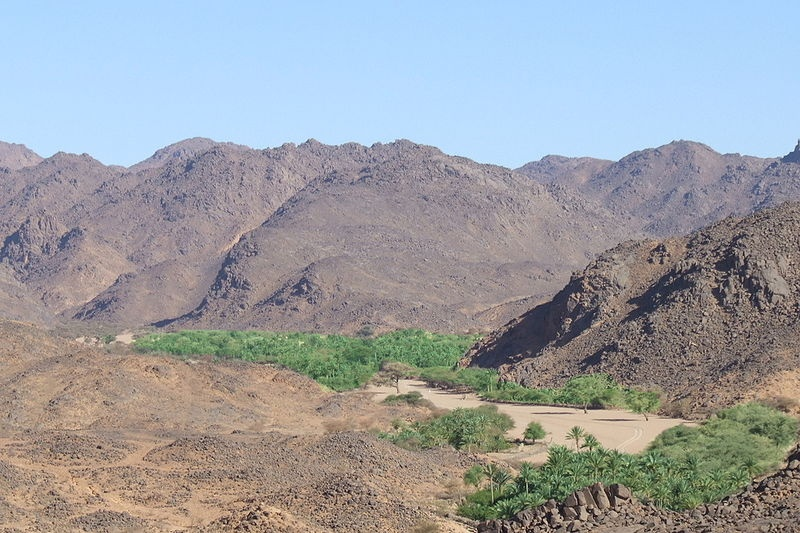
Oázis a Timia-völgyben
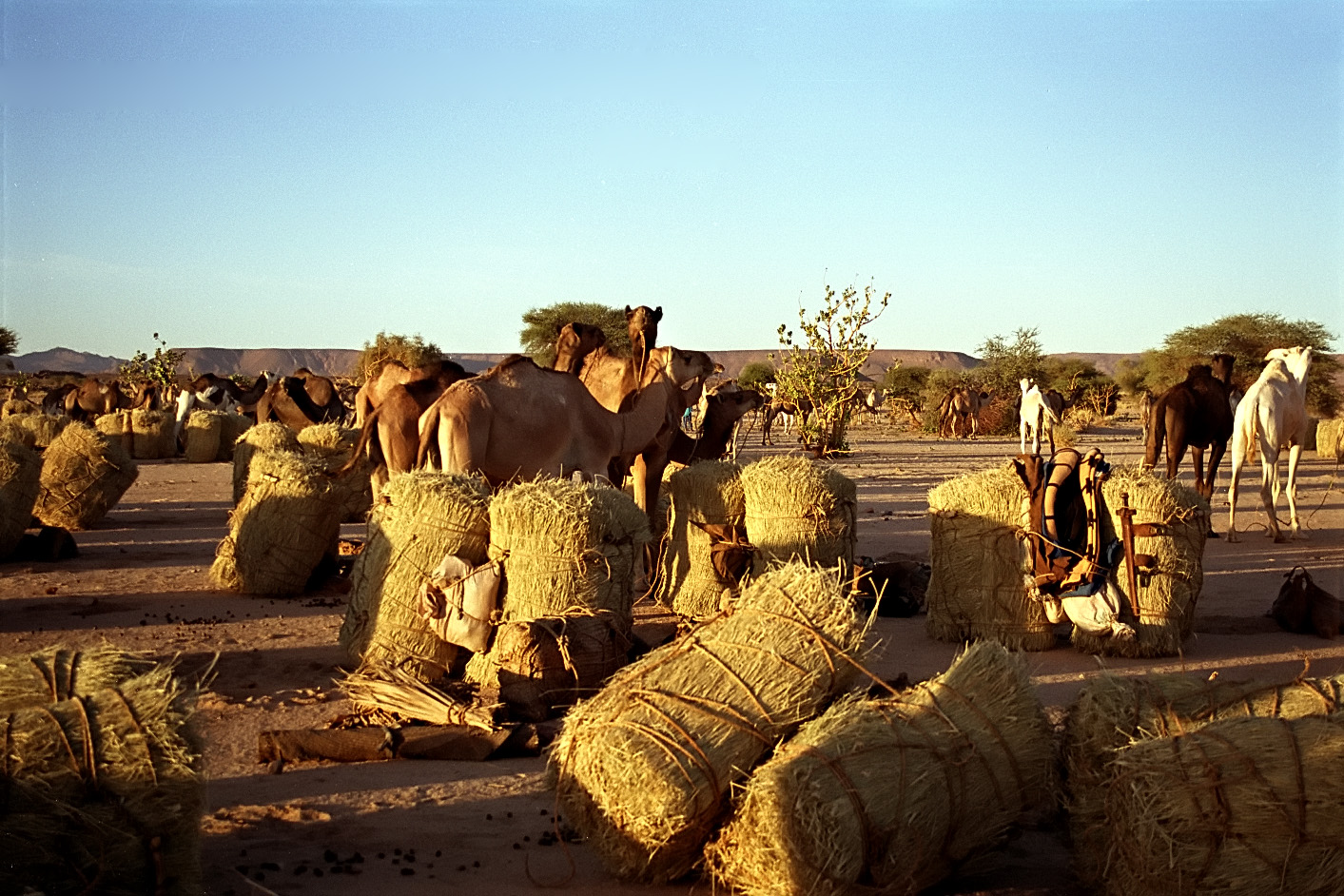
Sószállító  karaván
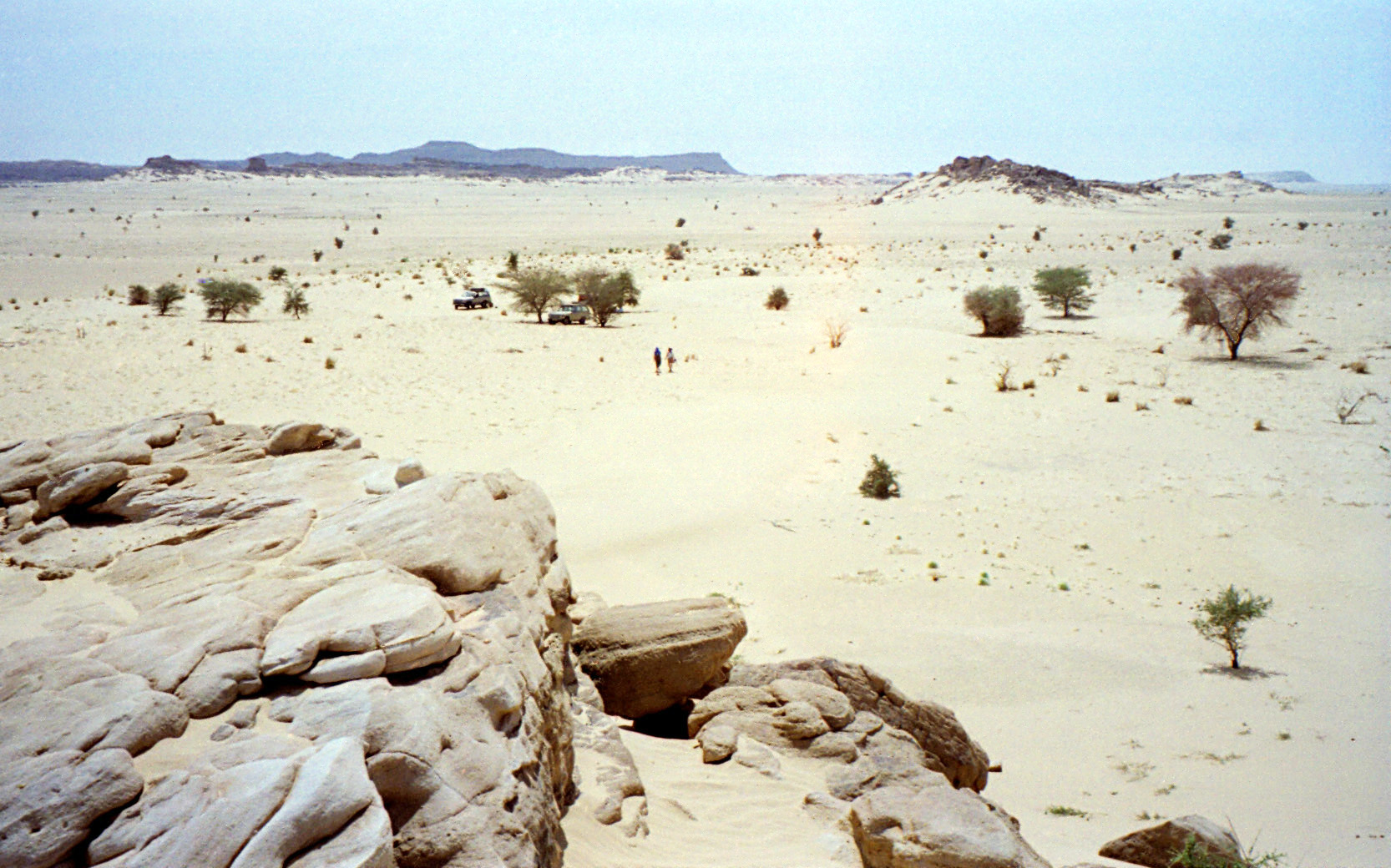
A sivatag Agadeznél

## Fordítás
Ez a szócikk részben vagy egészben  az   Aïr című angol Wikipédia-szócikk fordításán alapul.  Az eredeti cikk szerkesztőit annak laptörténete sorolja fel. Ez a jelzés csupán a megfogalmazás eredetét és a szerzői jogokat jelzi, nem szolgál a cikkben szereplő információk forrásmegjelöléseként.
Ez a szócikk részben vagy egészben  az   Aïr című német Wikipédia-szócikk fordításán alapul.  Az eredeti cikk szerkesztőit annak laptörténete sorolja fel. Ez a jelzés csupán a megfogalmazás eredetét és a szerzői jogokat jelzi, nem szolgál a cikkben szereplő információk forrásmegjelöléseként.